# Adalbero III. von Basel
Adalbero III. († 16. Oktober 1137 in Arezzo, Italien, bestattet im Basler Münster) war 1134 bis 1137 Bischof in Basel.

## Leben
Die Geschichtsbücher erwähnen Adalbero III. erstmals im Jahr 1130, als er noch Benediktinermönch und Prior im heutigen Kloster St. Blasien im Schwarzwald war. 1131 wurde er Abt von Prüm. Ende 1133 wurde er zusätzlich zum Bischof von Basel gewählt und 1134 geweiht. 1135 erhob er die Pfarrkirche St. Leonhard in Basel zum regulierten Chorherrenstift. Das Basler Erdbeben von 1356 zerstörte einen Grossteil der Leonhardkirche und die Klostergebäude, zahlreiche Dokumente gingen verloren.
1136 bestätigte Adalbero III. die Gründung und den Besitz der Abtei Lützel im Süden des Elsass, direkt an der Grenze zur Schweiz.
Im 12. Jahrhundert entstanden mehrere prämonstratensische Männer- und Frauenklöster in der Schweiz. Über seine Rolle bei der Einführung des Prämonstratenserordens (Bellelay im Berner Jura) ist im Bistum Basel nur wenig bekannt. Der Prämonstratenserorden Bellelay wurde wahrscheinlich auf Veranlassung des Bischofs Adalbero III. an der Südwestgrenze des Bistums gegründet und aus dem Grundbesitz der Abtei Moutier-Grandval herausgelöst. Historische Dokumente bestätigen die tatsächliche Gründung der Abtei von Bellelay jedoch zwischen den Jahren 1136 und 1142.